# Émilie Harel
Pour les articles homonymes, voir Harel.
Émilie Harel est une illustratrice et dessinatrice de bande dessinée française née le 3 mai 1979 dans les Hautes-Alpes. Elle travaille principalement pour la littérature et la presse jeunesse.

## Biographie
Émilie Harel obtient une licence d'arts plastiques à l'université d'Aix-en-Provence avant d'intégrer l'École supérieure des arts décoratifs de Strasbourg, dont elle est diplômée en 2005. Elle devient ensuite illustratrice pour la presse et l'édition jeunesse chez Milan, Bayard, Nathan, etc.
En 2010 paraît une adaptation des lettres d'Ernestine Chassebœuf illustrée par Harel, ouvrage qui connaît une réédition en 2017.
Sur des scénarios de Béatrice Bottet, elle dessine une série de bande dessinée pour la jeunesse sur la mythologie et publiée chez Casterman à partir de 2014. D'après Le Monde, Harel y emploie un « trait précis et limpide ».
Pour la collection « Sociorama » des éditions Casterman, elle illustre les travaux de Muriel Mille pour sa thèse de doctorat, adaptés par Paul-André Landes : Plus belle la série (2017),.
Émilie Harel fait en général ses dessins à l'ordinateur. Elle travaille souvent en solitaire.

## Œuvres
Sauf indication contraire, Émilie Harel est illustratrice des ouvrages.

### Illustration
- Les histoires du Petit Poucet racontées dans le monde, textes de Fabienne Morel et Gilles Bizouerne, éd. Spyros, coll. « Le Tour du monde d'un conte », 2007  (ISBN 978-2-7485-0534-4)
- Le Moyen âge, textes de Céline Bathias, sous la direction de Dimitri Casali, Milan jeunesse, coll. « Le Journal de l'histoire », 2008  (ISBN 978-2-7459-3084-2)
- Le Zutécrotte et autres monstres des cités hachélaimes, textes de Philippe Barbeau, L'Atelier du poisson soluble, coll. « En queue de poisson », 2008  (ISBN 978-2-913741-63-8)
- Comment faire entrer huit mètres d'intestins dans mon ventre ? Et autres questions essentielles sur le corps humain, textes d'Alain Korkos et Christine Beigel, La Martinière jeunesse, 2009  (ISBN 978-2-7324-3963-1)
- Ariol : le grand livre de jeux !, d'après l'œuvre originale de Marc Boutavant et Emmanuel Guibert ; texte de Delphine Maury et Donatella Pennisi, Bayard jeunesse, 2010  (ISBN 978-2-7470-3388-6)
- Cent coups de sang d'Ernestine, texte d'Ernestine Chassebœuf, Polygraphe, 2010  (ISBN 978-2-909051-42-0) ; réédition en 2017 chez Éditions d'Orbestier  (ISBN 978-2-84238-379-4)
- Que grignote une plante carnivore pour son goûter ? Et autres questions 100 % nature, textes d'Alain Korkos et Christine Beigel, La Martinière jeunesse, 2010  (ISBN 978-2-7324-4048-4)
- Les animaux d'Afrique, textes de Pascale Hédelin, Milan jeunesse, coll. « Mes p'tites questions », 2011  (ISBN 978-2-7459-4789-5)
- Les animaux de la forêt, textes de Pascale Hédelin, Milan jeunesse, coll. « Mes p'tites questions », 2012  (ISBN 978-2-7459-5852-5)
- Le rire de Camille : où l'on découvre qu'il n'y a pas de petits chagrins, textes de Jean-Marc Mathis, éd. Oskar, 2012  (ISBN 978-2-3500-0984-1)
- Quand j'étais cagibi, textes d'Hélène Gaudy, Rouergue, 2013  (ISBN 978-2-8126-0472-0)

### Bande dessinée
- La mythologie en BD, scénario de Béatrice Bottet, Casterman : 7 volumes dessinés par Émilie Harel.
- Plus belle la série, scénario de Paul-André Landes, adapté de Muriel Mille, Casterman, collection « Sociorama », 2017  (ISBN 978-2-203-11953-6)